# Hafida Izem
Hafida Izem, née le 20 avril 1979, est une athlète marocaine.

## Carrière
Hafida Izem est 27e du marathon féminin aux Jeux olympiques d'été de 2004 à Athènes. Elle remporte la même année le semi-marathon Rome-Ostie.